# Reinier van Lanschot

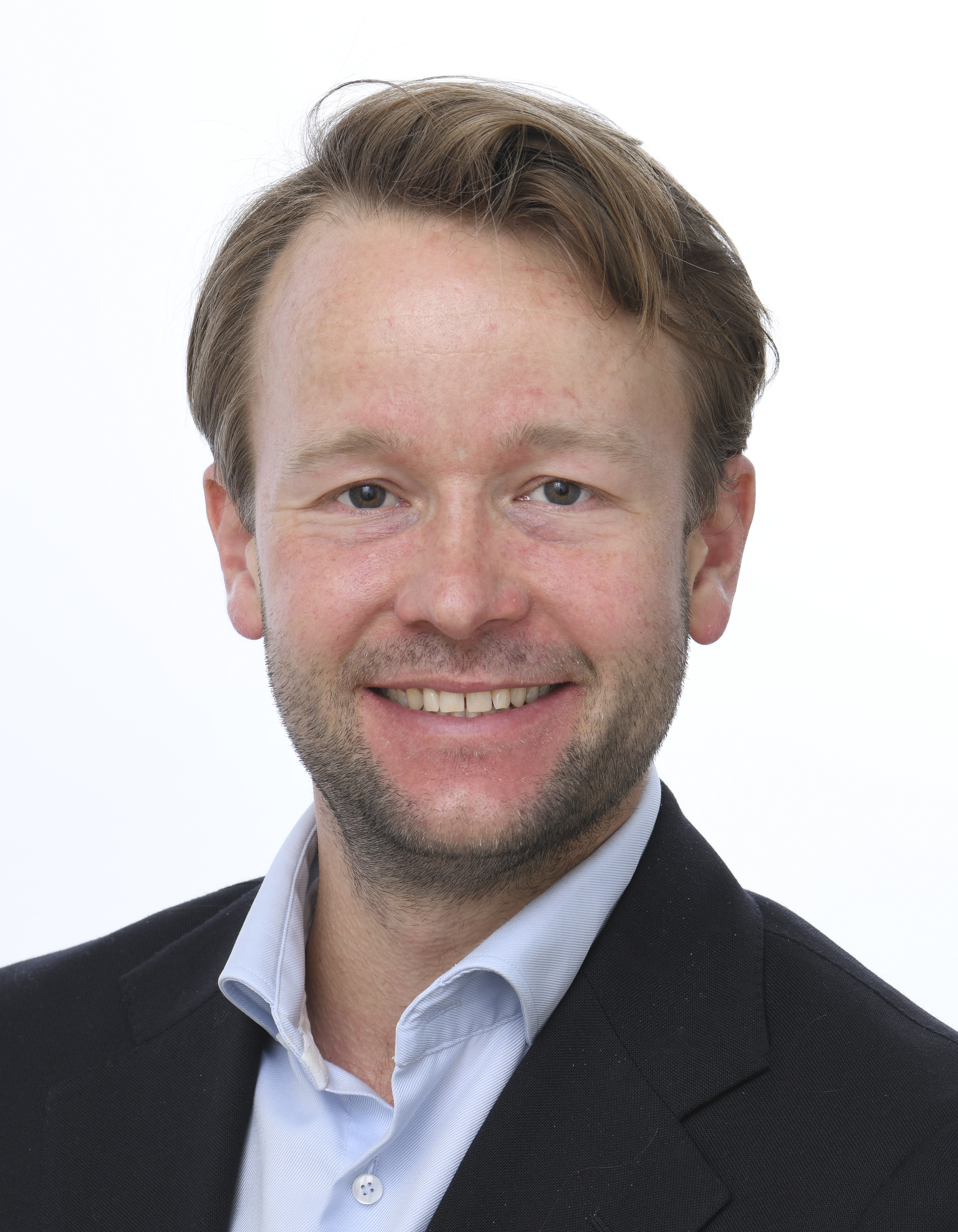
Reinier van Lanschot (2024)

Reinier Joost Alexander van Lanschot  (* 7. September 1989 in Saint-Germain-en-Laye, Frankreich) ist ein europäischer Politiker mit niederländischer Staatsbürgerschaft. Er gehört der Partei Volt an und war von 2019 bis 2023 Vorsitzender von Volt Europa.

## Werdegang
Van Lanschot wuchs in Haarlem auf und studierte Rechtswissenschaften zunächst an der Universität Utrecht (2008 bis 2013), später an der Universität Amsterdam (2013 bis 2014), wo er einen Masterabschluss erhielt. Nach dem Studium begann zunächst für ein Startup zu arbeiten, das innovative Rechtsdienstleistungen anbietet. Anschließend arbeitete er für Ahold Delhaize als Manager, leitete einen Supermarkt in Lelystad und war in der Handelsabteilung von Albert Heijn für den Verkauf von Frühstücksprodukten zuständig.
Als er im Februar 2018 die Gründung von Volt Nederland vorbereitete, kündigte er seinen Job, um sich auf die Parteiarbeit zu konzentrieren. Seither ist er für den nationalen und europäischen Volt-Verband tätig. Seit 2018 ist van Lanschot ausgebildeter Community Organizer und Absolvent der Harvard Kennedy School.

## Politische Arbeit

### Volt Nederland
Gemeinsam mit einigen anderen gründete van Lanschot am 23. Juni 2018 in Utrecht die Partei Volt Nederland, die niederländischen Sektion von Volt Europa und wurde zum ersten Parteivorsitzenden gewählt. Dabei motivierten ihn zunehmender Nationalismus, Klimaschutz und fehlende humane Migrationspolitik sich politisch zu engagieren.
Bei den Wahlen zum Europäischen Parlament am 23. Mai 2019 war er Spitzenkandidat und Listenführer von Volt Nederland. Als er zum Listenführer gewählt wurde, trat er als Volt-Vorsitzender zurück, damit Führungsrollen innerhalb der Partei ausgeglichen sind. Mit 1,9 % der Wahlstimmen verfehlte er aber den Einzug ins Parlament. Während des Wahlkampfs kritisierte er, dass Fehlen von Führungspersonen in Brüssel und ständig im Vordergrund stehende nationale Interessen anstatt gemeinsamer europäischer. Bei der niederländischen Parlamentswahl 2021 wurde Lanschot als Listenanschieber auf Platz 28 der Liste gewählt. Bei der Europawahl 2024 ist er erneut Spitzenkandidat für Volt in den Niederlanden. Im April 2024 wurde van Lanschot als Teil der transnationalen Liste von Volt Europa für die Europawahl 2024 gewählt.

### Volt Europa
Am 13. Oktober 2019 wurde er gemeinsam mit Valerie Sternberg-Irvani zum Co-Präsident des europäischen Verbandes gewählt, den er seither führt. Gemeinsam mit Francesca Romana D’Antuono wurde er bei der Generalversammlung von Volt Europa in Lissabon wiedergewählt.
In einem Gastbeitrag warb van Lanschot im Oktober 2021 gemeinsam mit Francesca Romana D’Antuono für die Aufstellung eines ständigen bewaffneten Korps der EU, das in Krisen schnell und autonom eingesetzt werden kann und kritisierte die langsamen Entscheidungsfindungen und komplizierten bestehenden Prozesse.

## Auszeichnungen
Am 19. Dezember 2018 wurden Van Lanschot und Dassen von der Europäischen Bewegung Niederlande zum „EuroNederlander des Jahres“ gewählt.
Am 23. Januar 2019 wurde Van Lanschot zu einem der „30 unter 30“-Talente des Wochenmagazins Elsevier gewählt.